# Dulcea pasăre a tinereții
Dulcea pasăre a tinereții (în engleză Sweet Bird of Youth) este o piesă de teatru de Tennessee Williams din 1959, care spune povestea unui gigolo și vagabond, Chance Wayne, care se întoarce în orașul său natal, însoțit de o fostă vedetă a filmului, Alexandra Del Lago (care a călătorit incognito ca prințesa Kosmonopolis), pe care speră s-o folosească pentru a-l ajuta să intre în lumea filmului. Motivul principal al întoarcerii sale este să recupereze ceea ce a avut în tinerețe: mai ales pe fosta sa iubită, al cărei tată l-a gonit din oraș cu mulți ani înainte. Piesa a fost scrisă pentru Tallulah Bankhead, un bun prieten al lui Williams.
Sweet Bird of Youth își are originea în jurul anului 1956 sub forma a două piese: o versiune cu două personaje a piesei finale, doar cu  Chance și Prințesa, și o piesă cu un singur act, intitulată The Pink Bedroom, care a fost ulterior dezvoltată în actul al doilea al piesei, cu Boss Finley și familia lui.  

## Adaptări de film și televiziune

### Film de lungmetraj din 1962
În 1962, piesa a fost adaptată într-un lungmetraj cu Paul Newman, Geraldine Page, Shirley Knight, Madeleine Sherwood, Ed Begley, Rip Torn și Mildred Dunnock. Filmul a fost adaptat și regizat de Richard Brooks. A avut  trei nominalizări la premiile Oscar, toate pentru actorie: Geraldine Page pentru cea mai bună actriță, Shirley Knight pentru cea mai bună actriță în rol secundar și Ed Begley pentru cel mai bun actor în rol secundar, pe care l-a câștigat.     

### Film TV din 1989
Piesa Sweet Bird of Youth a fost adaptată pentru televiziune în 1989, în regia lui Nicolas Roeg. Au jucat actorii Elizabeth Taylor, Mark Harmon, Valerie Perrine, Ronnie Claire Edwards, Cheryl Paris, Kevin Geer și Rip Torn. A fost o adaptatare realizată de Gavin Lambert. 